# 齋藤恵理
齋藤 恵理（さいとう えり、SAITO[恵]RI）はヨーロッパで活躍する京都市出身のフラワーデザイナーである。

## 来歴・人物
ドイツ・ミュンヘンを拠点にベルリン、イタリア・ミラノ、日本で活動している。専門はインスタレーション（空間造形）である。空間造形は自然素材を使う事が多い。
相愛大学人文学部英米文化学科卒業。ドイツ国立ヴァイエンシュテファン芸術学校卒業。ドイツ国家認定フロリストマイスター、華道未生流総家　ドイツ支部長。
ドイツのインスタレーション（空間）アーティストとして活動しながら、フラワーデザイナーとしては独杯出場や独州杯優勝／ザール州などの各種コンペティションへの出場、受賞も多数ある。
また、日本国公立の小中学校のゲストティーチャーとして、母校の京都教育大学教育学部附属桃山小学校、地元の京都市立桃山小学校、大阪府の大阪市立みどり小学校で芸術枠の『色の可能性』の公開授業をした。指導している様子は、一部日本の新聞、日本の月刊誌でも報道された。
専門月刊誌『植物デザイン』では、自身も海外で活躍する華道家であると、大きく取り上げられた。同雑誌での連載『SAITO[恵]RIのコンテンポラリーアート』も担当し、ミュンヘンやミラノ、ベルリンでの取材レポートが掲載されている。
出展・参加団体
1. 第７回ベルリンビエンナーレ公式出展決定 (http://www.berlinbiennale.de) /開催日：2012年4月27日 - 2012年7月1日/齋藤恵理の出展作品テーマは『時間と物体』
2. BBK - (社) ミュンヘン・オーバーヴァイエルン芸術家連盟 (http://www.bbk-muc-obb.de/) の構成員
3. IAA - インターナショナル芸術協会 ヨーロッパ支部 ユネスコ (http://www.iaa-europe.eu/) の構成員